# Myroslaw Wantuch
Myroslaw Mychailowytsch Wantuch (* 18. Januar 1939 in Welykosilky, Polen) ist ein ukrainischer Choreograf, Generaldirektor und künstlerischer Leiter des Nationalen Akademischen Tanzensembles der Ukraine „Pawlo Wirskyj“ sowie Leiter der Choreographie der Nationalen Pädagogischen Universität.

## Leben
Myroslaw Wantuch kam im damals polnischen, anschließend sowjetischen und heute im Rajon Kamjanka-Buska der ukrainischen Oblast Lwiw liegenden Dorf Welykosilky zur Welt. Von 1956 bis 1958 absolvierte er die Kulturpädagogische Hochschule in Lemberg, von Oktober 1958 bis Dezember 1961 diente er in der Sowjetarmee und von 1972 bis 1977 besuchte er die Korrespondenzabteilung an der Akademie für Gesellschaftswissenschaften beim ZK der KPdSU in Moskau. Von Januar 1962 an war er 18 Jahre lang als Choreograph und künstlerischer Leiter einer der besten Tanzgruppen der Ukraine am Kulturpalast in Lwiw tätig. Seit Februar 1980 ist er Generaldirektor und künstlerischer Leiter des Nationalen Akademischen Tanzensembles der Ukraine „Pawlo Wirskyj“ in Kiew. Während seines schöpferischen Lebens schuf er nahezu 40 verschiedene Themen choreografischer Kompositionen wie Suiten und Tänze.
Wantuch war von September 1996 bis September 1999 Präsidiumsmitglied des Ausschusses für den Taras-Schewtschenko-Nationalpreis der Ukraine und anschließend bis Oktober 2010 dessen Präsident. Er ist Vorsitzender der All-Ukrainischen Union der Choreographie, Vorsitzender des ukrainischen Koordinierungsrat der Kindervolkstanzgruppen, sowie Gründungsmitglied und Leiter der Abteilung für Choreographie der Nationalen Akademie der Künste der Ukraine.

## Ehrungen
Myroslaw Wantuch erhielt zahlreiche Ehrungen und Orden. Darunter:
- 1968 Verdienter Künstler der Ukraine[2]
- 1986 Orden der Völkerfreundschaft[2]
- 1993 Taras-Schewtschenko-Nationalpreis[2]
- 1999 ukrainischer Verdienstorden II. Klasse[2]
- 2003 ukrainischer Verdienstorden I. Klasse[2]
- 2003 Volkskünstler der Russischen Föderation[2]
- 2004 Held der Ukraine[2]
- 2009 Orden des Fürsten Jaroslaw des Weisen 5. Klasse[2]
- 2010 Orden des Fürsten Jaroslaw des Weisen 4. Klasse
- 2013 Ehrenbürger der Stadt Kiew[4][1]

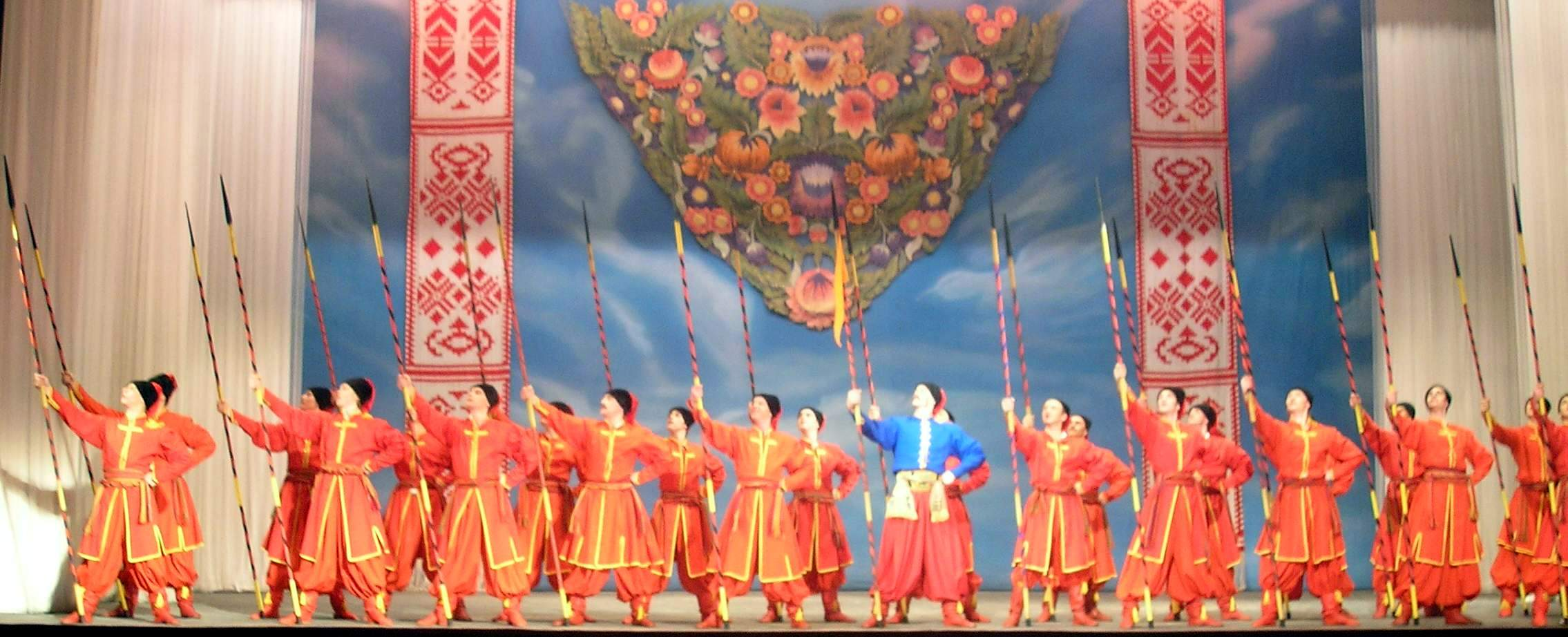
Aufführung des Ukrainischen Nationalen Volkstanz Ensemble
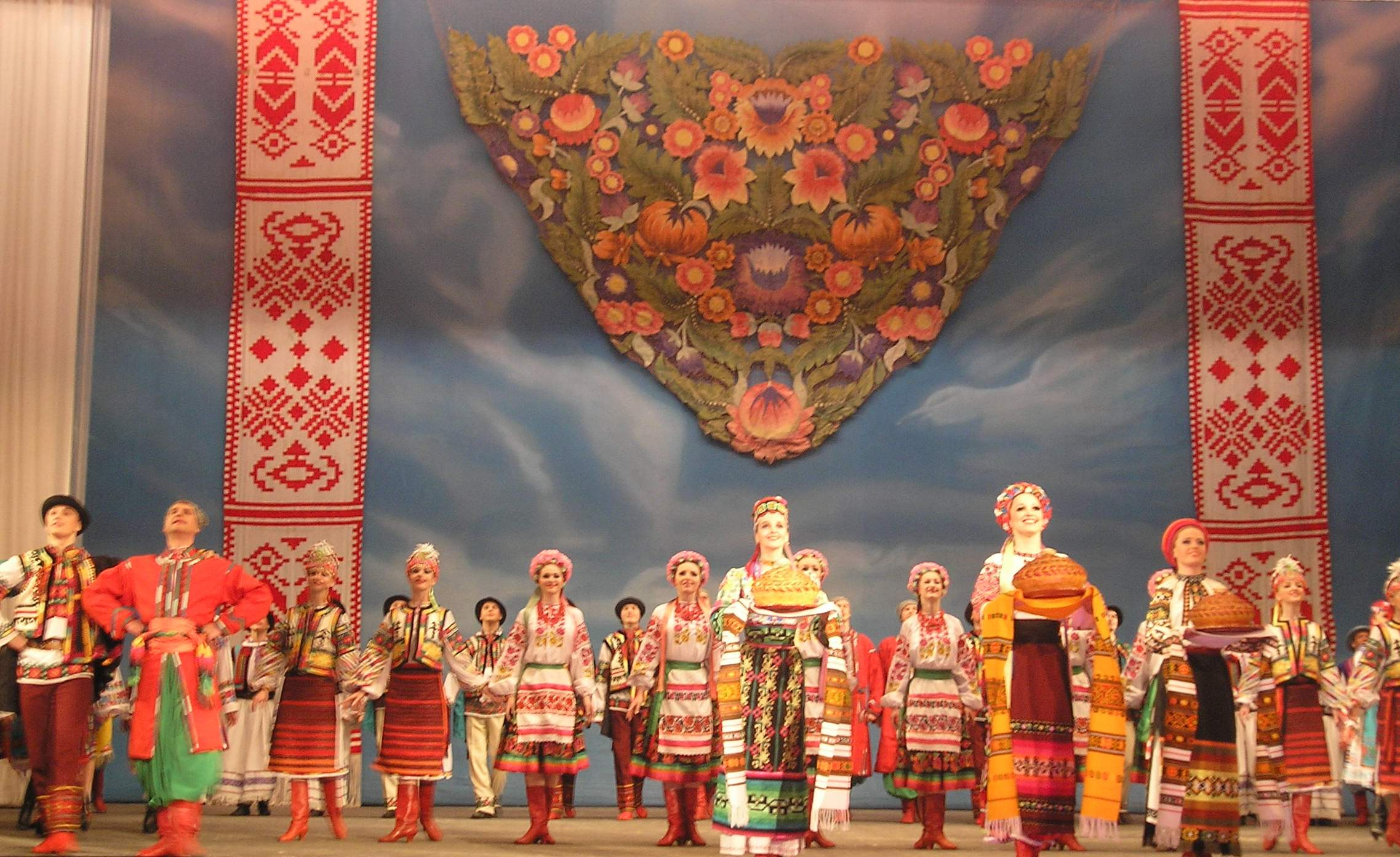
Unter der Leitung von Myroslaw Wantuch
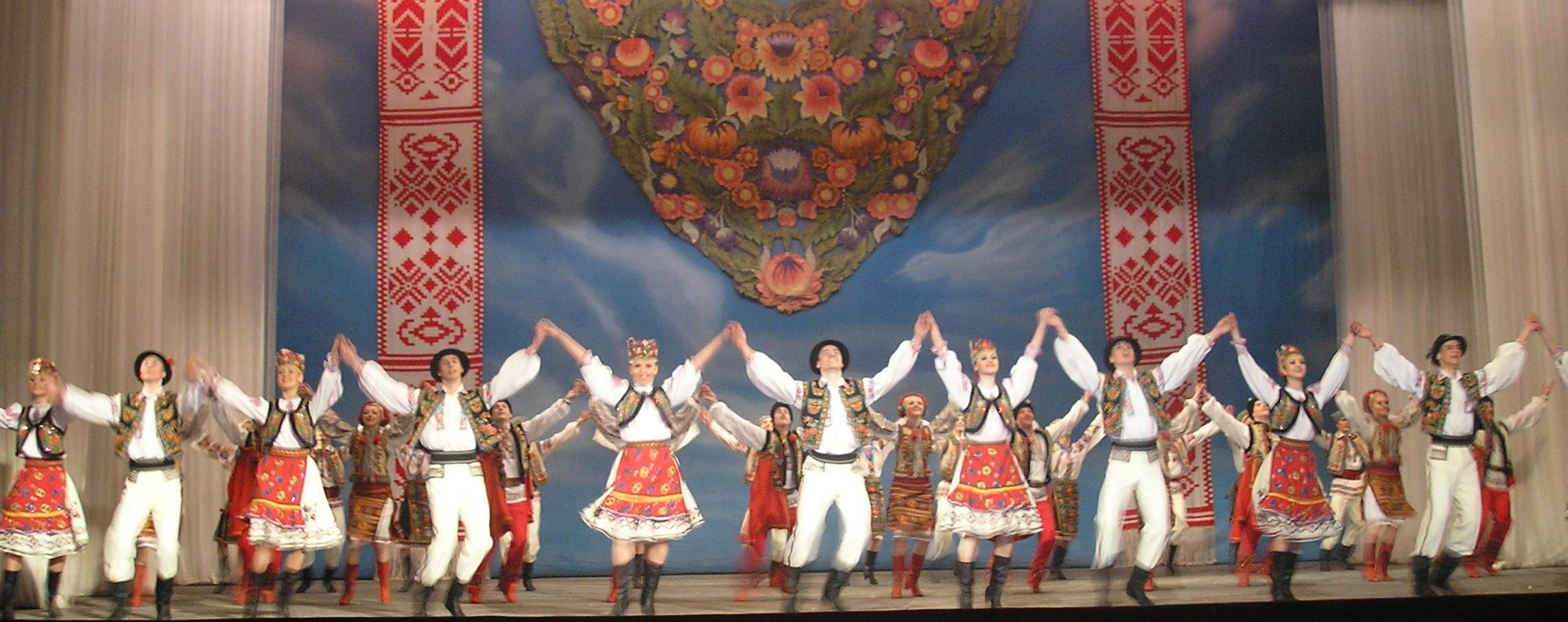
Donezk, 2006